# مولی کایل
مولی کایل (انگلیسی: Mollie Kyle; ۱ دسامبر ۱۸۸۶ – ۱۶ ژوئن ۱۹۳۷) که با نام‌های مولی بورکهارت و مولی کاب نیز شناخته می‌شود، سرخ‌پوست اهل اوسیج بود که به خاطر زنده ماندن از قتل‌های سرخپوستان اوسیج شهرت داشت. او در طول زندگی خود در طول محاکمه ویلیام کینگ هیل به دلیل پوشش روزنامه‌ها شهرت یافت و در قرن بیست و یکم با بازی لیلی گلادستون در فیلم قاتلان ماه گل (۲۰۲۳) شهرتی دوباره یافت.
کایل در سال ۱۸۸۶ در اوسیج‌ها به دنیا آمد و مجبور شد در مدرسه کاتولیک درس بخواند و در نهایت دین خود را تغییر داد. او در سال ۱۹۱۷ با ارنست برکهارت ازدواج کرد و پس از آن اکثر اعضای خانواده‌اش در نقشه‌ای که توسط هیل طراحی شده بود به قتل رسیدند. کایل بیمار دیابتی بود و از سوءقصد برای مسموم کردنش جان سالم به در برد و در سال ۱۹۲۶ از ارنست طلاق گرفت. او در سال ۱۹۲۸ دوباره ازدواج کرد و در سال ۱۹۳۷ درگذشت.

## زندگی شخصی
مولی کایل در ۱ دسامبر ۱۸۸۶ در منطقه اوسیج‌ها در حال حاضر با نام شهرستان اوسیج، اکلاهما شناخته می‌شود، از خانواده جیمز کیو کایل و لیزی کیو کایل متولد شد. او در اسب خاکستری بزرگ شد و مجبور شد به مدرسه کاتولیک در پاوهوسکا، اکلاهما برود. او کاتولیک بود و به هر دو زبان انگلیسی و اوسیجی صحبت می‌کرد.